# 矢口
矢口（やぐち）は、東京都大田区の町。現行行政地名は矢口一丁目から矢口三丁目。住居表示実施済区域。

## 地理
大田区の南部に位置する。地域北部は概ね環状八号線を境に大田区千鳥に接する。地域東部は第二京浜（国道1号）を境に大田区多摩川に接する。地域南部一帯は多摩川となり、これを境に神奈川県川崎市になる。地域西部は大田区下丸子に接する。
多摩川沿いには旧堤通りが通っている。地域内を多摩堤通りや東急多摩川線の線路が通っており、武蔵新田駅がある。地質は沖積低地であり、地形はおおむね平坦である。多摩川と堤防の間は緑地になっている。
都市計画法上の用途地域は、駅周辺と商店街が近隣商業地域である他は大半が準工業地域に指定されており、住宅と中小規模の工場が混在する地域となっている。

### 地価
住宅地の地価は、2025年（令和7年）1月1日の公示地価によれば、矢口2-12-10の地点で54万6000円/m2となっている。

## 歴史

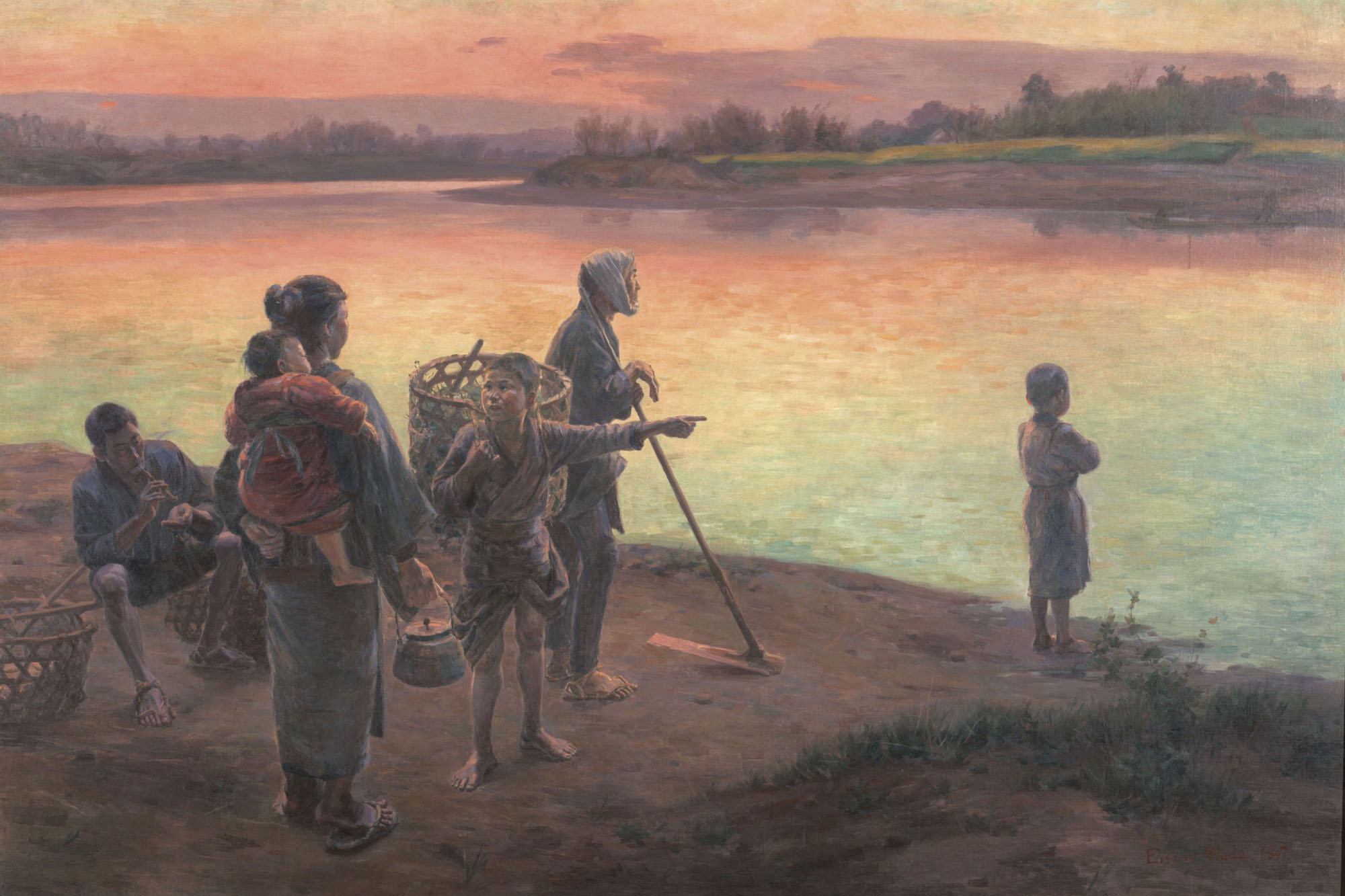
洋画家・和田英作の代表作『渡頭の夕暮』。明治中期の矢口の渡しが作品のモチーフである

矢口は渡船で名が知られる。1358年（延文3年）、新田義興がこの矢口渡（やぐちのわたし）で謀殺され、住民が義興を祀って新田神社を創建した。「矢口」の地名は正木文書のうち、1395年（応永2年）の『岩松氏所領注文』に初出する。
義興の頃の多摩川は現在よりも大きく東に湾曲しており、渡船場は現在の新田神社付近にあったと思われる。その後の渡船場は流路の変遷と共に何度か位置を変え、江戸中期に、東八幡神社の南に落ち着いた。
地域の南北を鎌倉街道が縦貫していた。現在の、東八幡神社前から新田神社前の商店街を経て地域の北西端に至る道である。
江戸時代の地名は荏原郡矢口村であった。1770年（明和7年）に義興の謀殺を題材とした福内鬼外（平賀源内）作の浄瑠璃『神霊矢口渡』が上演され人気を博すと、新田神社は多くの参詣者を集めるようになった。
1876年（明治9年）9月17日、暴風雨により多摩川が矢口を含め数カ所で決壊。
1889年（明治22年）周辺8ヶ村を編入して村域を拡大、旧村域は大字矢口となった。1928年（昭和3年）町制を施行する。1932年（昭和7年）矢口町は11ヶ村に分離し、大字矢口が蒲田区矢口町となった。1949年（昭和24年）多摩川大橋が完成し、中世以来続いた矢口の渡しは廃止された。1966年（昭和41年）住居表示により矢口や東矢口が成立した。
1969年（昭和44年）11月16日、矢口三丁目の第二京浜で、佐藤栄作首相の訪米阻止を主張する学生デモ隊が暴徒化して路線バスを焼き討ち、さらに消火作業にかけつけた蒲田消防署の消防車にも火炎瓶が投げつけられ3台が炎上。3人が負傷。

### 地名の由来
日本武尊がこの地で矢合わせをしたことによると伝えられる。『新編武蔵風土記稿』によれば、もとは矢食村と称したという。

## 世帯数と人口
2024年（令和6年）4月1日現在（東京都発表）の世帯数と人口は以下の通りである。
| 丁目       | 世帯数    | 人口     |
| ---------- | --------- | -------- |
| 矢口一丁目 | 2,694世帯 | 4,304人  |
| 矢口二丁目 | 3,668世帯 | 6,048人  |
| 矢口三丁目 | 3,081世帯 | 6,353人  |
| 計         | 9,443世帯 | 16,705人 |

### 人口の変遷
国勢調査による人口の推移。
| 年                 | 人口   |
| ------------------ | ------ |
| 1995年（平成7年）  | 13,256 |
| 2000年（平成12年） | 13,169 |
| 2005年（平成17年） | 13,892 |
| 2010年（平成22年） | 14,270 |
| 2015年（平成27年） | 14,807 |
| 2020年（令和2年）  | 15,900 |

### 世帯数の変遷
国勢調査による世帯数の推移。
| 年                 | 世帯数 |
| ------------------ | ------ |
| 1995年（平成7年）  | 5,644  |
| 2000年（平成12年） | 5,880  |
| 2005年（平成17年） | 6,509  |
| 2010年（平成22年） | 6,879  |
| 2015年（平成27年） | 7,604  |
| 2020年（令和2年）  | 8,505  |

## 学区
区立小・中学校に通う場合、学区は以下の通りとなる（2023年3月時点）。
| 丁目       | 番地              | 小学校               | 中学校                 |
| ---------- | ----------------- | -------------------- | ---------------------- |
| 矢口一丁目 | 1〜10番           | 大田区立千鳥小学校   | 大田区立大森第七中学校 |
| 矢口一丁目 | 11〜22番 27〜29番 | 大田区立矢口西小学校 | 大田区立矢口中学校     |
| 矢口一丁目 | 23〜26番          | 大田区立多摩川小学校 | 大田区立矢口中学校     |
| 矢口二丁目 | 全域              | 大田区立多摩川小学校 | 大田区立矢口中学校     |
| 矢口三丁目 | 全域              | 大田区立多摩川小学校 | 大田区立矢口中学校     |

## 事業所
2021年（令和3年）現在の経済センサス調査による事業所数と従業員数は以下の通りである。
| 丁目       | 事業所数  | 従業員数 |
| ---------- | --------- | -------- |
| 矢口一丁目 | 253事業所 | 2,366人  |
| 矢口二丁目 | 214事業所 | 1,915人  |
| 矢口三丁目 | 176事業所 | 1,685人  |
| 計         | 643事業所 | 5,966人  |

### 事業者数の変遷
経済センサスによる事業所数の推移。
| 年                 | 事業者数 |
| ------------------ | -------- |
| 2016年（平成28年） | 678      |
| 2021年（令和3年）  | 643      |

### 従業員数の変遷
経済センサスによる従業員数の推移。
| 年                 | 従業員数 |
| ------------------ | -------- |
| 2016年（平成28年） | 5,484    |
| 2021年（令和3年）  | 5,966    |

## 交通

### 道路
- 第二京浜国道（国道1号）
- 東京都道311号環状八号線（環八通り）
- 東京都道11号大田調布線（多摩堤通り）
- 大田区道主要第102号線（旧堤通り）

### 鉄道

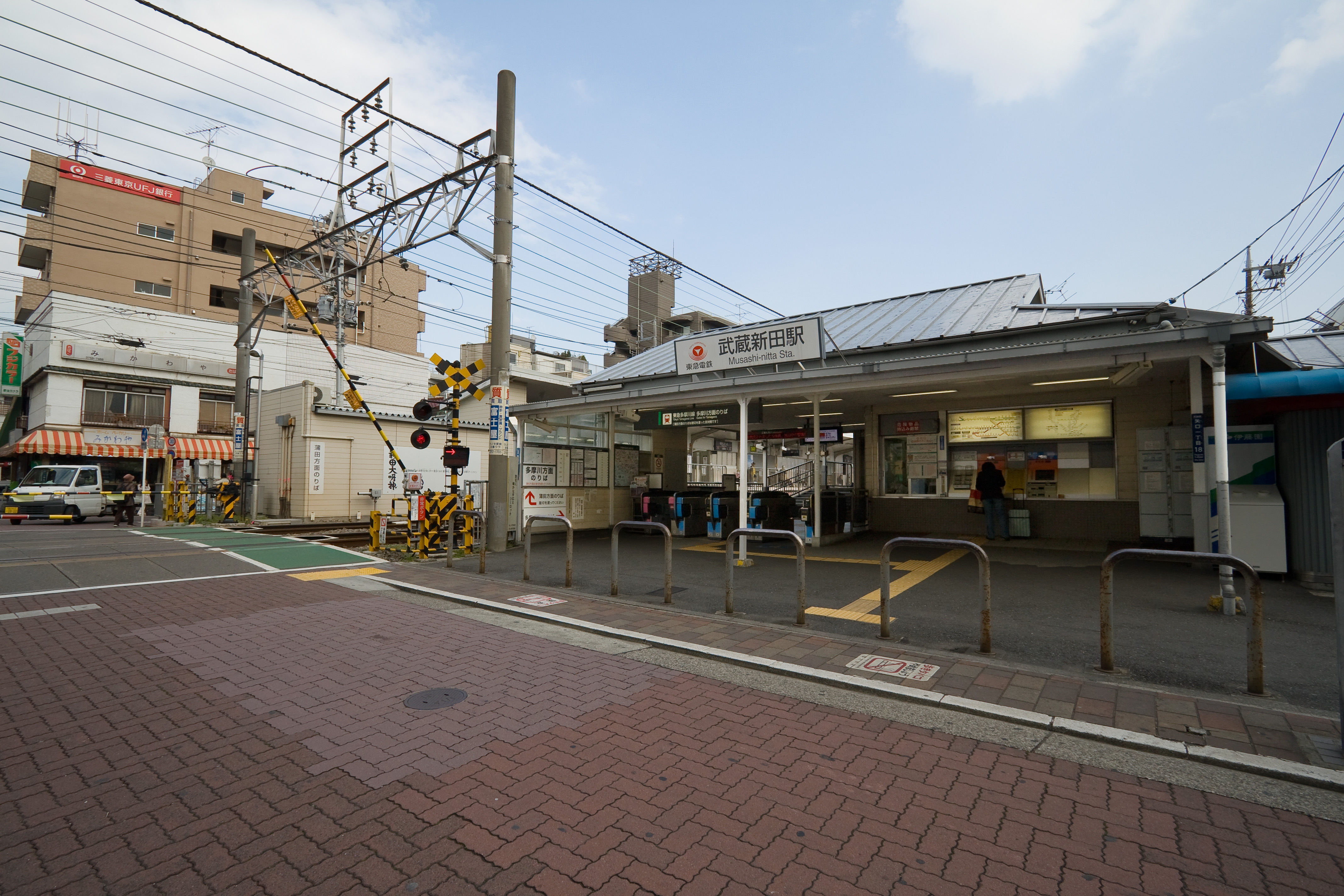
武蔵新田駅（2010年）

当地域北部に東急多摩川線武蔵新田駅がある。地域東部では隣の矢口渡駅も利用できる。

### バス
- 大田区コミュニティバス

矢口・下丸子の両地域内を循環運行するコミュニティバス。愛称「たまちゃんバス」。
- 東急バス <反01>系統（五反田駅 ⇔ 川崎駅ラゾーナ広場）

当地域東端の第二京浜に二つの停留所がある。
- 東急バス・京急バス 羽田空港リムジンバス（武蔵小杉駅 ⇔ 羽田空港）

環状八号線の武蔵新田駅前停留所から空港に直行する。この停留所から武蔵小杉駅方向には乗車できない。

## 施設

### 公共
- 大田区役所矢口特別出張所
- 警視庁池上警察署多摩川大橋交番
- 警視庁池上警察署矢口地域安全センター
- 東京都下水道局矢口ポンプ所

### 教育

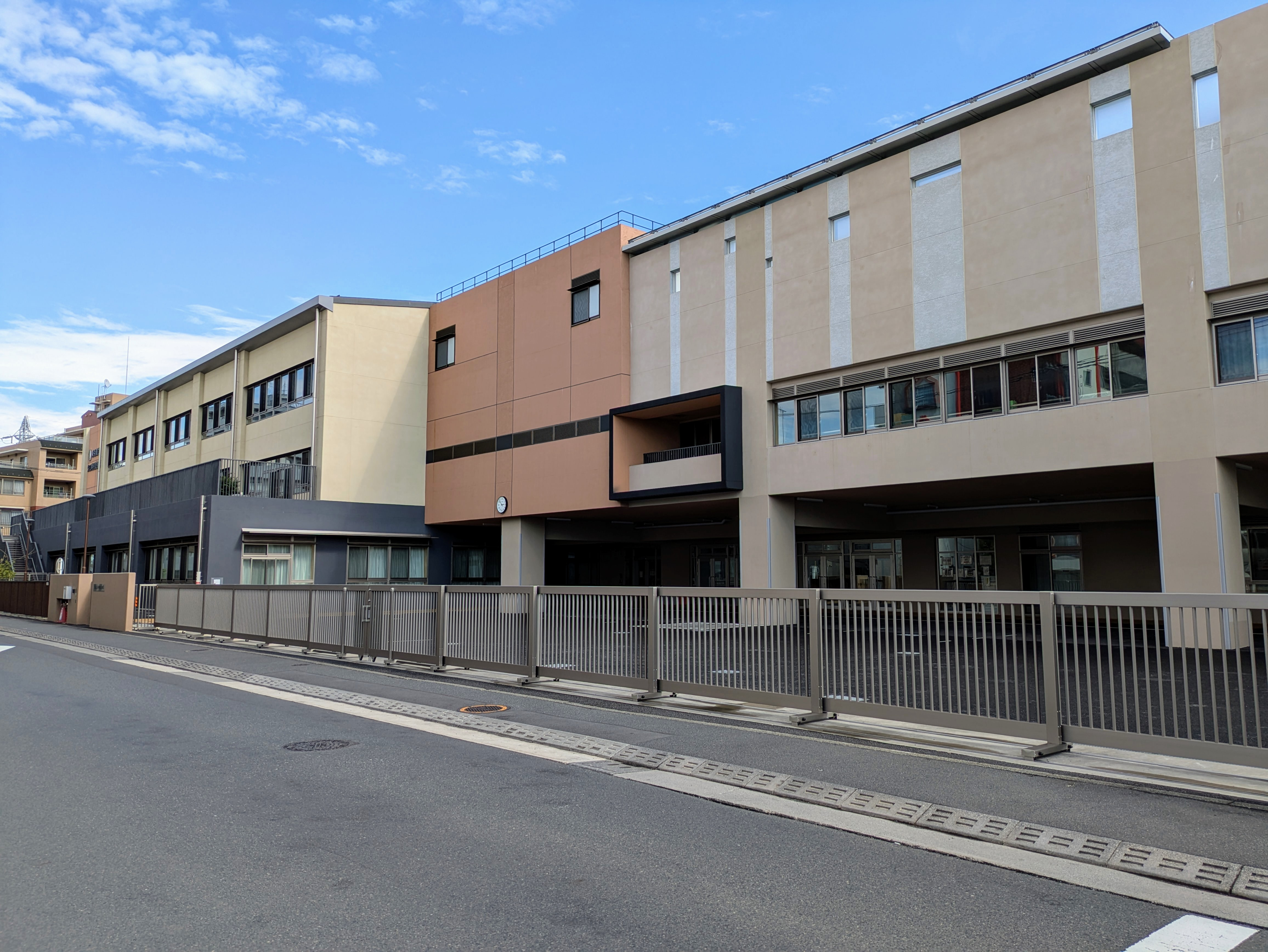
矢口特別支援学校（2025年）

- 東京都立矢口特別支援学校
- 大田区立多摩川小学校[注釈 1]

### 保育
- 今泉保育園
- おひさま保育園
- グローバルキッズ 武蔵新田園
- こどもヶ丘保育園 武蔵新田園
- ナーサリールーム ベリーベアー矢口
- 矢口第二保育園
- りぶほ保育園

### 福祉
- 大田区立矢口児童館
- 社会福祉法人白陽会
  - 地域包括支援センターやぐち
  - ゴールデン鶴亀ホーム
- 社会福祉法人徳心会いずみえん
  - 特別養護老人ホームいずみえん
  - デイサービスセンターいずみえん
  - 居宅介護支援事業所いずみえん
  - 障害者支援施設いずみえん

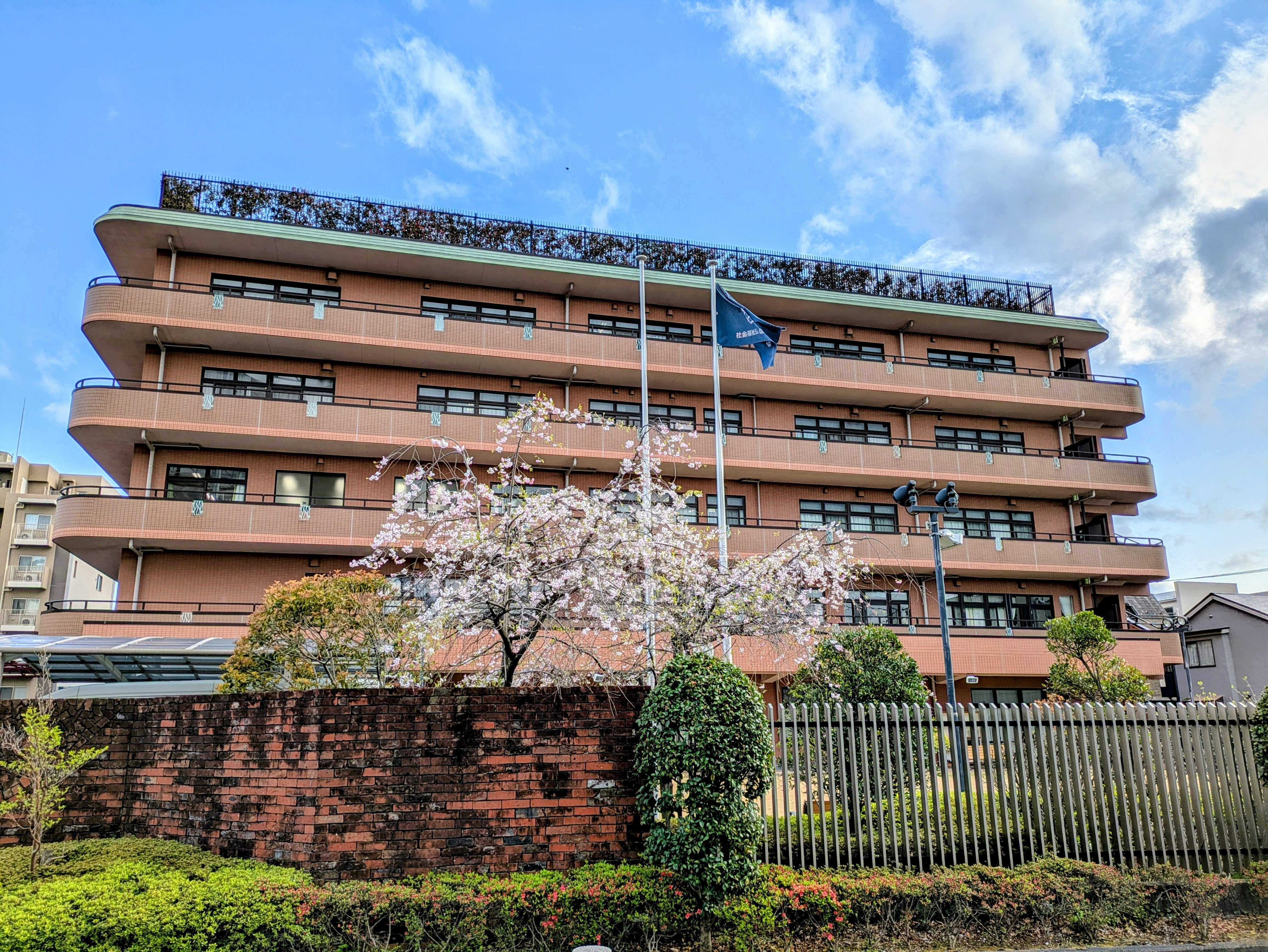
徳心会いずみえん（2025年）

- 発達支援トモノエ 学校前教室（放課後等デイサービス）
- はるはうすkids 武蔵新田（放課後等デイサービス）

### 文化・スポーツ
- 大田区立矢口区民センター（25メートル温水プール）
- ルネサンス多摩川（旧：東急スポーツオアシス多摩川店）
- FASTGYM24武蔵新田店
- カーブスむさしにった
- chocoZAP矢口一丁目店
- 矢口ゴルフセンター
- 東ボクシングスクールジム
- 千鳥柔術アカデミー

### 寺社・教会
- 真言宗智山派圓應寺
- 浄土宗延命寺
- 真言宗智山派花光院
- 十寄神社
- 新田神社
- 東八幡神社
- 氷川神社
- 東京ライトハウスチャーチ（日本チャーチオブゴッド教団本部）

### 企業
- 稲葉製作所本社
- 桂川精螺製作所本社

### 大規模集合住宅
- 都営矢口二丁目アパート（594戸、1969年 - ）
- 東急ドエルアルス多摩川（461戸、1987年 - ）
- ザ・ガーデンズ 大田多摩川（378戸、2021年 - ）
- 多摩川ハウス（218戸、1982年 - ）
- プライム大田矢口（107戸、2022年 - ）

### 現存しない施設

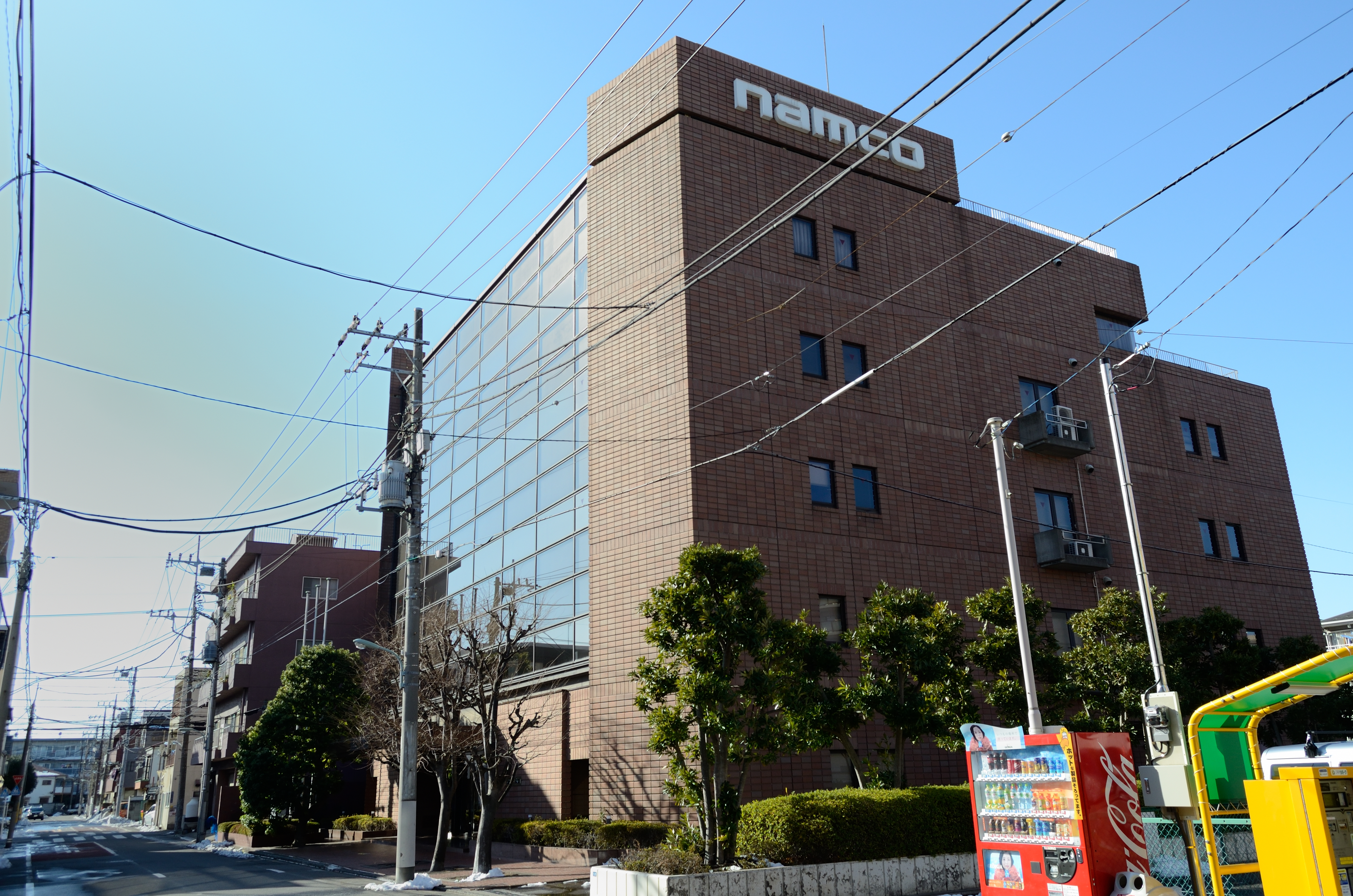
ナムコ本社（2014年2月）

- 矢口浄水場（1930年 - 1961年、現：東京都下水道局矢口ポンプ所）
- ナムコ本社（1985年 - 2014年、現：プライム大田矢口）

## その他

### 日本郵便
- 郵便番号 : 146-0093[3]（集配局 : 千鳥郵便局[25]）。